# Habeas Tortoise
«Habeas Tortoise» (укр. «Хабеас черепаха») — прем'єрна серія тридцять четвертого сезону мультсеріалу «Сімпсони», прем'єра якої відбулась 25 вересня 2022 року у США на телеканалі «Fox».

## Сюжет
На міських зборах Гелен Лавджой виступає щодо безкоштовних вуличних бібліотек, які з'являються по всьому місту ― на її думку, там легко можна взяти книги на зразок «Камасутри». У ході дискусії Гомер встає і пропонує зібрати всі книги в одному місці, де кожен зможе їх прочитати. Люди регочуть з його пропозиції створити бібліотеку.
Щоб полегшити самопочуття Гомера, який звинувачує себе у тупості Мардж веде всю родину у Спрінґфілдський зоопарк. Зрештою, вони приходять до вольєра Повільного Леонарда, 150-річного черепаха, якого Гомер обожнював. Однак, Леонарда немає, і Гомер намагається вмовити директорку зоопарку шукати черепаху, але вона відмовляється. Гомер особисто розпочинає пошуки: переглядаючи вдома фото із зоопарку він знаходить можливу підказку про те, що черепаха, можливо, викрали. Він йде до поліції, але навіть шеф Віґґам вважає його тупим і не сприймає всерйоз.
Мардж пропонує Гомеру перевірити «Facelook», чи є якась група про розшук, і він знаходить її. Гомер починає публікувати фотографії своїх доказів, і всі погоджуються з ним. Він повертається до зоопарку, для своїх досліджень. Придивившись краще до околиць, Гомер знаходить перед зоопарком будинок із дверною камерою, будинок Чалмерза. Він запрошує Чалмерса до групи, і вони організовують зустріч наживо у будинку Сімпсонів.
До приходу гостей Гомер готує паелью та дошку доказів. Гостям подобається частування, і починає публікувати ідеї на дошці. Єдине правило ― «немає поганих ідей».
Згодом група йде протестувати перед будинком директорки зоопарку. Під час цього Ґіл робить пропозицію руки і серця міс Гувер, і вона погоджується. Удома Сімпсонів, під час розмови про весілля і протест, на кухню приходить… Повільний Леонард. Гомер зізнається сім'ї, що знайшов черепаха у кролячій норі зоопарку після падіння туди. Гомер не говорив про це в групі, інакше це б означало їхній кінець. Зрештою Мардж не витримує і сама називає Гомера тупим, коли він відмовляється сказати правду. Обурившись, Гомер на весілля він йде сам.
Після весілля на віддаленому острові група починає планувати радикальні дії, щоб змусити директорку зоопарку відпустити черепаху. Коли вони стали звучати надто небезпечно, Гомер намагається їх зупинити. Коли члени групи виступають проти нього, з'являється Мардж з Леонардом (якого спершу сприймають за робота). Гомер у всьому зізнається.
Група починає розходитись, включно з Ґілом та міс Гувер (їх об'єднувала лише спільна конспірологічна теорія). Однак, Гомер висуває ідею знайти ще таємниці, щоб зберегти групу… Усередині клубка ниток для дошки доказів, видно камеру, через яку спостерігають виробники пряжі, які процвітають завдяки змовницьким групам по всьому світу…
У сцені під час титрів Гомер записує відео для «TikTok» з приготування своєї паельї для конспірологічної зустрічі.

## Виробництво
Спочатку серія повинна називатися «Habeus Tortoise», проте її було перейменовано на «Habeas Tortoise».
Сцена на дивані створена сестрами Катрін фон Нідерхойзерн та Жанін Вігет зі Швеції.

## Культурні відсилання та цікаві факти
- Назва серії ― відсилання до терміну «Habeas corpus» — правової процедури, яка вимагає, щоб арештованого було доставлено до судді або суду[3].
- Пісня про конспірологію, яку співає Чалмерз на весіллі, ― пародія на пісню Сема Кука «Wonderful World»[3].
- На фінальній зустрічі конспірологів вирішують обговорювати мультсеріал, що передбачає майбутнє (самих «Сімпсонів») і як «доказ» представлено газету із заголовком «„Disney“ повертає „Fox“: „Приємно знову почуватися чистими“». Це відсилання до придбання «The Walt Disney Company» компанії «20th Century Fox» 2018 року[3].

## Ставлення критиків і глядачів
Під час прем'єри серію переглянули 4,15 млн осіб, з рейтингом 1.4, що зробило її найпопулярнішим шоу на каналі «Fox» і найпопулярнішим серіалом загалом тієї ночі.
Тоні Сокол з «Den of Geek» дав серії чотири з п'яти зірок, сказавши: «Кожна репліка дотепна, а постановка неймовірно блискуча в тому, що вона знищує спільноти, які обертаються навколо фейкових новин та спеціальних припущеннь. Розумний більше, ніж комічний, початок 34 сезону „Сімпсонів“ викликає сміх у нюансній пропозиції, яка менша, ніж класична».
Маркус Ґібсон із сайту «Bubbleblabber» оцінив серію на 7,5/10, сказавши:
|  | Епізод є гідно приємним початком 34-о сезону. У прагненні Гомера до пізнання немає нічого особливого. Тим не менш, прем'єра сезону пропонує жартівливу подорож у «конспірологічну нору», яка розкриває небезпеки надання хибних теорій і висміює їх. |

Згідно з голосуванням на сайті The NoHomers Club більшість фанатів оцінили серію на 3/5 із середньою оцінкою 3,1/5